# Vicariat apostolique d'El Beni
Le vicariat apostolique d'El Beni (en latin : Vicariatus Apostolicus Benensis ; en espagnol : Vicariato apostólico de El Beni) est un vicariat apostolique de l'Église catholique en Bolivie directement soumis au Saint-Siège.

## Territoire

Vicariat d'El Beni

Il comprend une grande partie du département du Beni, le reste de ce département est géré par les vicariats apostoliques de Pando et Reyes.
Son territoire possède une superficie de 150 686 km divisé en 30 paroisses. L'évêché est dans la ville de Trinidad où se trouve la cathédrale de la Sainte Trinité.

## Histoire
Le vicariat apostolique est érigé le 1er décembre 1917 par la lettre apostolique Quae catholico nomini du pape Benoît XV en prenant une partie du territoire du diocèse de Santa Cruz de la Sierra (aujourd'hui archidiocèse de Santa Cruz de la Sierra). La mission est confiée aux franciscains.
Il cède de son territoire le 29 avril 1942 pour l'érection du vicariat apostolique de Pandopuis le 1er septembre suivant pour l'établissement du vicariat apostolique de Reyes.
Par la lettre apostolique Christifideles Boliviani du 30 juillet 1982, le pape Jean-Paul II confirme que la Vierge Marie, vénérée sous le vocable de Notre-Dame de Lorette, est la patronne principale du vicariat apostolique.

## Évêques
- Ramón Calvó y Martí, O.F.M (13 août 1919 - 5 mars 1926)
- Pedro Francisco Luna Pachón, O.F.M (10 juillet 1926 - 1953)
- Carlos Anasagasti Zulueta, O.F.M (29 juin 1953 - 17 novembre 1986)
- Julio María Elías Montoya, O.F.M (17 novembre 1986 - 22 février 2020)
- Aurelio Pesoa Ribera, O.F.M (28 novembre 2020 - )